# Saint-Sylvain (Calvados)
Saint-Sylvain ist eine französische Gemeinde mit 1454 Einwohnern (Stand: 1. Januar 2022) im Département Calvados in der Region Normandie. Sie gehört zum Arrondissement Caen und ist Mitglied im Gemeindeverband Communauté de communes Val ès Dunes. Die Einwohner werden Saint-Sylvannais und Saint-Sylvannaises genannt.

## Geographie
Saint-Sylvain liegt etwa 17 Kilometer südsüdöstlich von Caen an der Quelle des Flusses Muance. Umgeben wird Saint-Sylvain von den Nachbargemeinden Poussy-la-Campagne im Norden, Fierville-Bray im Norden und Osten, Le Bû-sur-Rouvres im Südosten, Soignolles im Süden sowie Cauvicourt im Südwesten und Westen.

## Bevölkerungsentwicklung
| Jahr                       | 1962 | 1968 | 1975 | 1982 | 1990 | 1999 | 2006 | 2019 |
| Einwohner                  | 642  | 642  | 715  | 838  | 850  | 977  | 1210 | 1428 |
| Quellen: Cassini und INSEE |      |      |      |      |      |      |      |      |

## Sehenswürdigkeiten
- Kirche Saint-Sylvain aus dem 13./14. Jahrhundert, Umbauten aus dem 18. und 20. Jahrhundert, Monument historique seit 1914
- Pfarrhaus aus dem 18. Jahrhundert
- Schloss aus dem 18./19. Jahrhundert

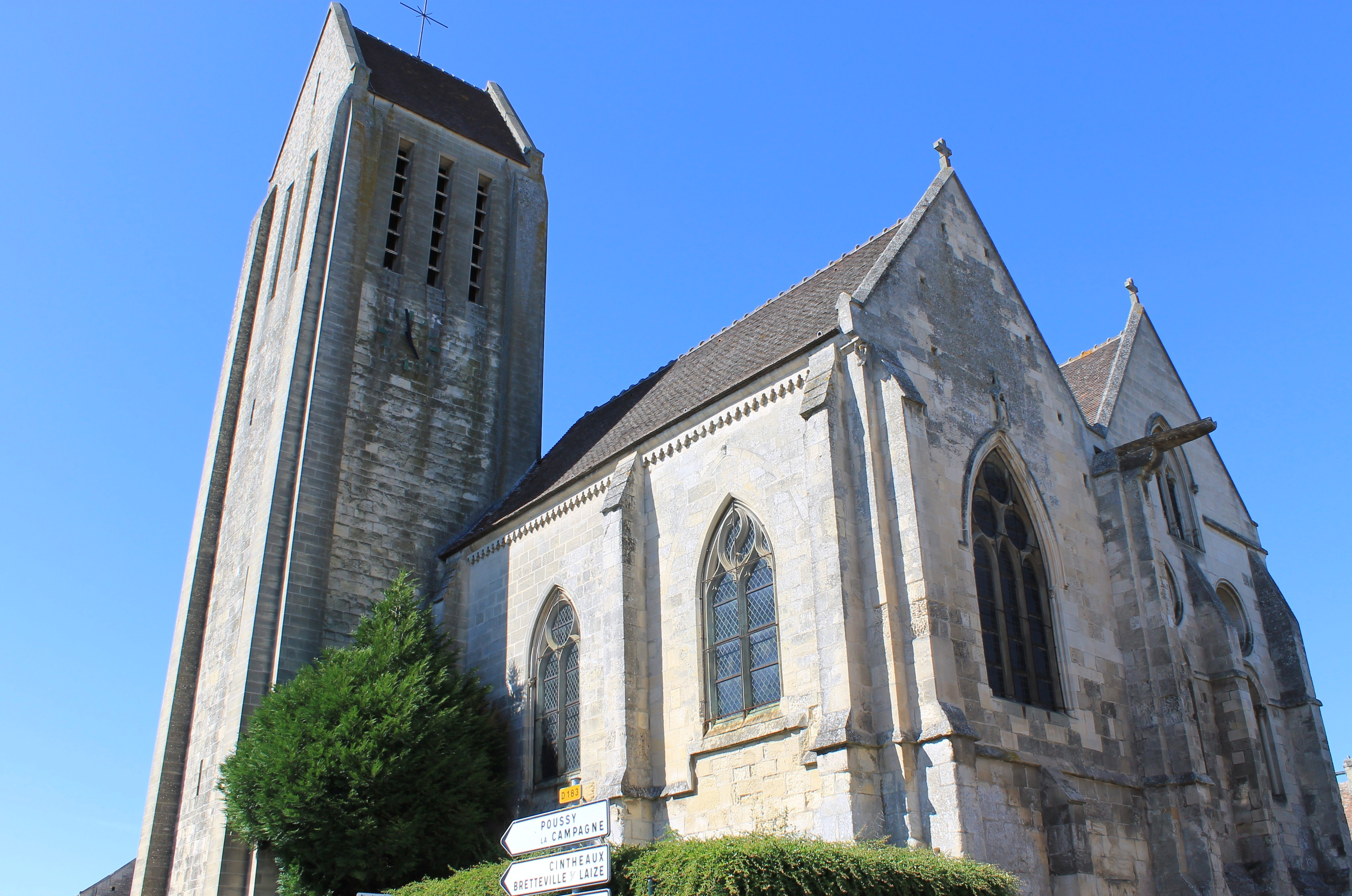
Kirche Saint-Sylvain

## Persönlichkeiten
- Pierre François Olive Rayer (1793–1867), Mediziner, Anatom, Pathologe und Dermatologe
- Abel-Anastase Germain (1833–1897), Bischof von Coutances